# Brazilian Press
Brazilian Press — бразильская газета, выходящая в США на португальском языке. Распространяется в 11 штатах. Редакция находится по адресу Филлмор Стрит, 78 в квартале Айронбаунд Ньюарка, штат Нью-Джерси. В этом квартале проживает много выходцев из Португалии и Бразилии. Тираж — 45 000 экземпляров (2002).
Президент Сильвио ди Соза (порт. Silvio De Souza) основал компанию в 1997. Компанией управляет его жена, Даниэль ди Соза (порт. Daniele De Souza).